# Liffey (reka)
Reka Liffey (irsko An Life) je reka na Irskem, ki teče skozi središče Dublina. Njeni glavni pritoki so Dodder, Poddle in Camac. Reka je pomemben vir vode za Dublin in številne rekreativne dejavnosti.

## Ime
Ptolemajeva Geografija (2. stoletje) opisuje reko, morda Liffey, ki jo je imenoval Οβοκα (Oboka), kar je dalo ime Avoka.
Liffey se je prej imenovala An Ruirthech, kar pomeni 'hiter (ali močan) tekač' . Beseda Liphe (ali Life) je bila izvirno ime ravnice, po kateri teče, vendar je sčasoma postalo ime reke same . Znana je tudi kot Anna Liffey, verjetno iz anglicizirane Abhainna na Life, irski fraz, ki se v angleščino prevede kot River Liffey. James Joyce v Finneganovem prebujenju (Finnegan's Wake, 1939) pooseblja reko kot »Anna Livia Plurabelle«.

## Potek in sistem
Liffey izvira v Liffeyjevem visokem barju med Kippurjem in Tonduffom v gorovju Wicklow in ustvarja številne potoke pri Sally Gap. 132 km teče skozi grofije Wicklow, Kildare in Dublin, preden se izlije v Irsko morje sredi Dublinskega zaliva  na črti med svetilnikom Baily in Muglin Rocks. Iz grofije Wicklow v Kildarju priteče pri Poulaphouci in iz grofije Kildare v Dublin pri Leixlipu, pri čemer je večino dolžine v grofiji Kildare.
Povodje reke Liffey obsega 1256 km². Dolgoročni povprečni pretok reke je 18,0 m³/s (avgusta 3,7 m³/s in decembra 29,8 m³/s).

### Pritoki
Porečje obsega več deset manjših rek in potokov. V zgornjem toku so pritoki Athdown Brook, Shankill River, Ballylow Brook, Brittas River in Woodend Brook ter tudi izdatna Kraljeva reka (King's river).
Dolvodno od Poulaphouce so potoki Lemontown, Kilcullen in Pinkeen, sledijo reka Painestown (s pritoki, tudi reka Morell), Rye Water (s pritoki, vključno Lyreen) in reka Griffeen.
V Dublinu so različni potoki v parku Phoenix na levem bregu, z desnega pritečeta potok Glenaulin in Creosote.
Na območju pomolov so pritoki reka Camac, morda potok Colman, reke Bradoge, Poddle, Stein in Dodder, od katerih imajo nekatere številne svoje pritoke.
V prejšnjih časih je bila reka Tolka verjetno tudi pritok reke Liffey ali vsaj delila ustje, vendar se zdaj izliva v Dublinski zaliv samostojno, nekoliko proti severu.

### Jezovi, zbiralniki in slapovi
Nekaj jezov za tri hidroelektrarne je vzdolž reke v Poulaphouci, Golden Falls in Leixlip. V Poulaphouci je velik zbiralnik. Reka nima naravnih jezer in ima le nekaj otokov.
Pomembni slapovi pri Poulaphouci in pri Golden Falls so bili poplavljeni pri gradnji zbiralnikov. So še območja z brzicami, tudi ko se reka približuje mestu Dublin.

### Naselja
Mesta ob reki so Ballymore Eustace, Athgarvan, Kilcullen, Newbridge, Caragh, Clane, Celbridge, Leixlip in Lucan, preden reka priteče v mesto Dublin.

## Plovnost in uporaba
Reka Liffey se v Dublinu že več stoletij uporablja za trgovino, od vikinškega obdobja do nedavnega. Z reko Shannon je povezana prek Velikega in Kraljevega kanala.

### Oskrba z vodo
Približno 60 % vode izčrpajo za pitno vodo in oskrbo industrije. Pomembno je, da se po čiščenju v čistilnih napravah vrača v reko. Napačno je razumevanje, da je Guinnessova pivovarna velik komercialni uporabnik, saj uporablja vodovodno napeljavo iz gorovja Wicklow.

### Pridobivanje elektrike
Hidroelektrarne so na reki v Poulaphouci, Golden Falls in Leixlipu, so pa tudi številni manjši zasebni obrati.

### Promet
Znan je pogled na reko Liffey od leta 1990 s tovornima ladjama Lady Patricia in Miranda Guinness, ki so ju uporabljali za izvoz guinnessa iz pivovarne St. James's Gate.
Vodni avtobus (Liffey Voyage) je edini redni promet na reki skozi mesto Dublin. Odpluje z obrežja nižje od mostu Ha'penny. Spirit of the Docklands, ki ga je zgradila Westers Mekaniska na Švedskem, je vodni taksi za 50 potnikov. Spremenljivi rezervoarji za balast in nizka višina pomenijo, da lahko ob oseki vozijo visoko, ob plimi pa nizko in še vedno pod mostovi.
Nizvodno od mosta East-Link se reka uporablja predvsem za komercialne in trajektne prevoze z nekaterimi rekreativnimi možnostmi.

### Rekreacija
Gorvodno iz mesta, v Chapelizodu, reko uporabljajo zasebni, univerzitetni in veslaški klubi Garda.
Spust po reki Liffey (Liffey Descent) je vsako leto od leta 1960 in zajema 27 km od Straffana do Islandbridgea. Normalna plimska meja reke je Islandbridge (naselje). Tekmovanje v plavanju (Liffey Swim) je vsako leto konec avgusta ali v začetku septembra med Watling Bridgeem in Carinsko hišo. Reka Islandbridge je primerna za številne veslaške klube, kot so Trinity College, UCD, Commercial, Neptune in veslaški klub Garda.
Liffey se uporablja tudi za rekreacijske dejavnosti, kot so kanuji, rafting, ribolov in plavanje.

## Prečkanja

### Zgodovina
Najstarejši kamniti most čez reko Liffey, za katerega so trdni dokazi, je Dublinski most (kjer je danes Most očeta Matjaža (Fr. Mathew Bridge), ki so ga zgradili dominikanci leta 1428 in je preživel do 18. stoletja . Ta štiriločni most je imel različne zgradbe: kapelo in mogoče gostilno ter je zamenjal starejši leseni most (Dubhghalls Bridge) na istem kraju. Island Bridge (predhodnik trenutnega mostu) je bil zgrajen leta 1577.
Z razvojem trgovine v Dublinu v 17. stoletju so bili med letoma 1670 in 1684 dodani štirje novi mostovi: Barrack ali Bloody Bridge (predhodnik sedanjega Rory O'More Bridge), Essex Bridge (Grattan Bridge), Ormond Bridge (O'Donovan Rossa Bridge) in Arran Bridge. Najstarejši most, ki še vedno stoji, je Mellows Bridge (prvotno Queens Bridge), zgrajen leta 1764 na mestu Arran Bridge, ki je bil uničen v poplavi leta 1763. Prvi železni most je bil most Ha'penny, zgrajen leta 1816. Farmleigh Bridge, tudi železen, je bil zgrajen okrog leta 1872 na koncu predora in je  povezal posest Farmleigh s Palmerstownom.
Novejši so: most Seana O'Caseyja (2005), most Samuela Becketta (2009) in most Jamesa Joycea (2003), oba je načrtoval Santiago Calatrava, ter most Rosie Hackett (2014).

## Pomoli
Pristanišča so na severni in južni obali reke Liffey in segajo od jezu pri Islandbridgeu do mostu Ringsend nad reko Dodder, tik pred mostom East Link.
Pomoli na severni obali od zahoda proti vzhodu so:
Bridgewater, Wolfe Tone, Sarsfield, Ellis, Arran, Inns, Ormond Upper, Ormond Spodnja, Bachelors Walk, Eden, Custom House in North Wall.
Pomoli na južnem bregu od zahoda do vzhoda so:
Victoria, Usherov otok, Usher's, Merchants, Wood, Essex, Wellington, Crampton, Aston, Burgh, George's, City, John John Rogers in Velika Britanija